# Mihaela Stănuleț
Mihaela Stănuleț, née le 16 juillet 1967 à Sibiu, est une gymnaste artistique roumaine.

## Palmarès

### Jeux olympiques
- Los Angeles 1984
  -  médaille d'or au concours par équipes

### Championnats du monde
- Budapest 1983
  -  médaille d'argent au concours par équipes

### Championnats d'Europe
- Göteborg 1983
  -  médaille de bronze à la poutre